# 大西洋獅子魚
大西洋獅子魚為輻鰭魚綱鮋形目杜父魚亞目獅子魚科的其中一種，分布於西北大西洋區，從加拿大魁北克省昂加瓦灣至美國紐約州海域，棲息深度可達415公尺，為底棲性魚類，體長可達13公分，大多棲息在潮間帶，屬肉食性，以甲殼類及蠕蟲等為食。

## 擴展閱讀
維基物種上的相關：大西洋獅子魚